# Simone Leigh
Simone Leigh (nascida em 1967) é uma artista americana de Chicago que trabalha em Nova York, nos Estados Unidos.
Ela trabalha a partir de diversas mídias, como escultura, instalações, vídeo e performance. A artista descreve seu trabalho como etnográfico, e seus interesses incluem arte africana e da diáspora, além de objetos vernáculares, performance e o feminismo negro.
O trabalho de Leigh contextualiza e centraliza a experiência da mulher negra na sociedade. Leigh afirma que sua obra é focada na “subjetividade feminina negra”, com interesse em interações complexas entre várias vertentes da história.

## Infância e educação
Simone Leigh nasceu em 1967 em Chicago, Illinois, filha de missionários jamaicanos. A artista que cresceu em um bairro racialmente segregado de Chicago, descreveu sua infância em uma entrevista:
"Todas as pessoas eram negras, então eu cresci sentindo que minha negritude não predeterminava nada sobre mim. Foi muito bom para minha autoestima. Ainda me sinto sortuda por ter crescido naquele lugar."
Leigh é bacharel em Artes com especialização em Filosofia pela Richmond, Indiana; tendo graduado em 1990.

## Carreira
"Cheguei à minha prática artística através do estudo da filosofia, dos estudos culturais e um forte interesse pela arte africana e afro-americana, o que informou minhas esculturas e trabalho em performance, com uma preocupação com o etnográfico, especialmente a maneira como registra e descreve os objetos." 
Depois de se formar, Leigh planejou se tornar assistente social. Após um estágio no Museu Nacional de Arte Africana e um período em um estúdio de artes visuais perto de Charlottesville, Virgínia, ela abraçou a arte como uma carreira. Em 2015 ela comentou "Tentei não ser artista por muito tempo, mas a certa altura percebi que não conseguia parar de fazer isso."
Leigh combina sua formação tradicional em cerâmica com o interesse pela cerâmica africana, usando motivos africanos que tendem a ter características modernistas. A artista se considera fundamentalmente uma escultora e seus objetos empregam materiais e formas associados à arte africana.
Ela descreve essa combinação representando "um colapso do tempo". Seu trabalho foi descrito como parte da reinvenção da cerâmica por uma geração em um contexto interdisciplinar. Ela deu palestras para artistas em muitas instituições nos Estados Unidos e Europa. Simone Leigh lecionou no departamento de cerâmica da Rhode Island School of Design, em Rhode Island, Estados Unidos.

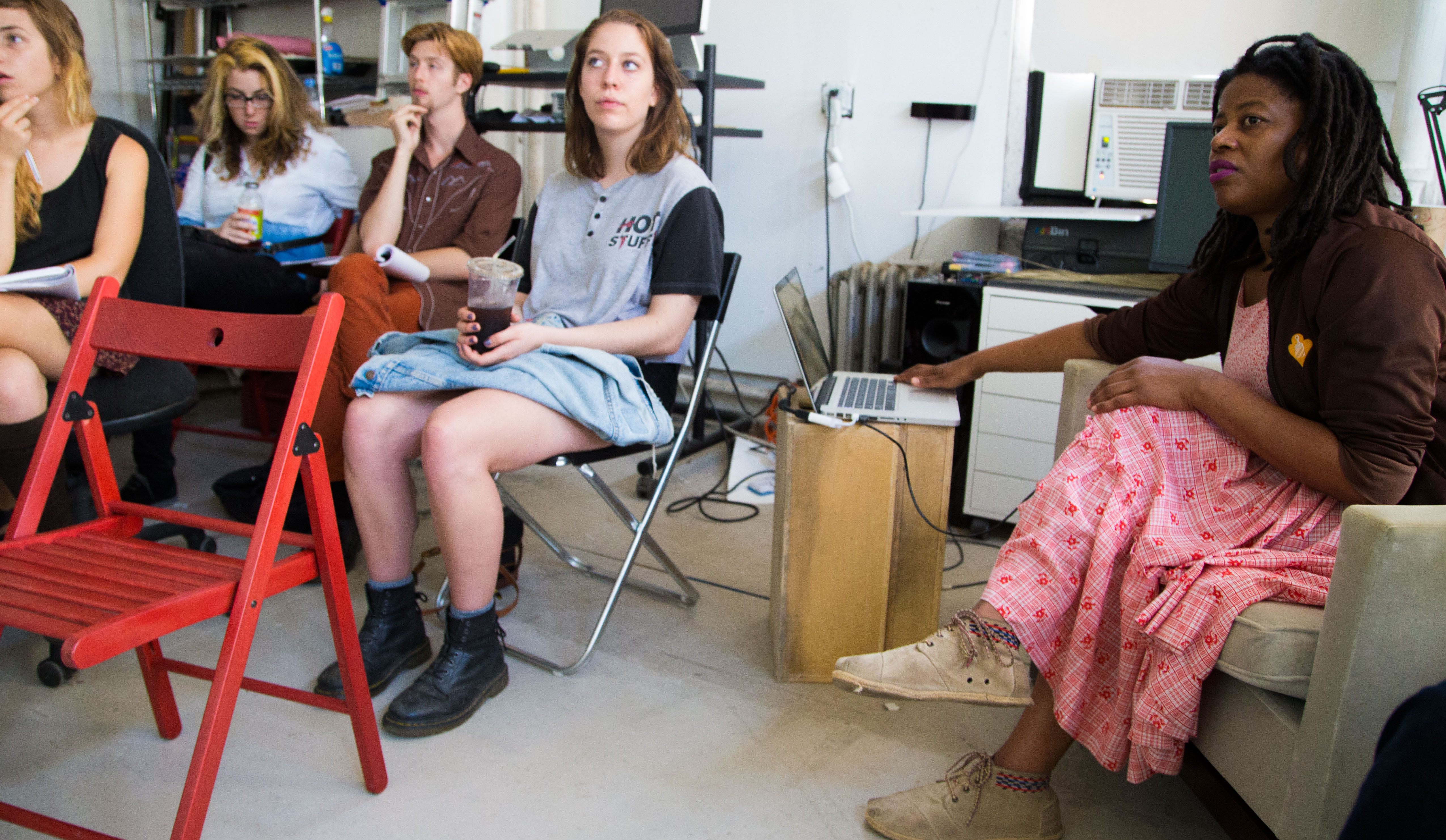
Leigh palestrando em 2013

Em outubro de 2020, Leigh foi selecionada para representar os Estados Unidos na Bienal de Veneza de 2022. Ela é a primeira mulher negra a fazê-lo. Ela foi premiada com um Leão de Ouro, honraria importante do mundo da arte, por seu trabalho Brick House na exposição principal.

## Recepção crítica

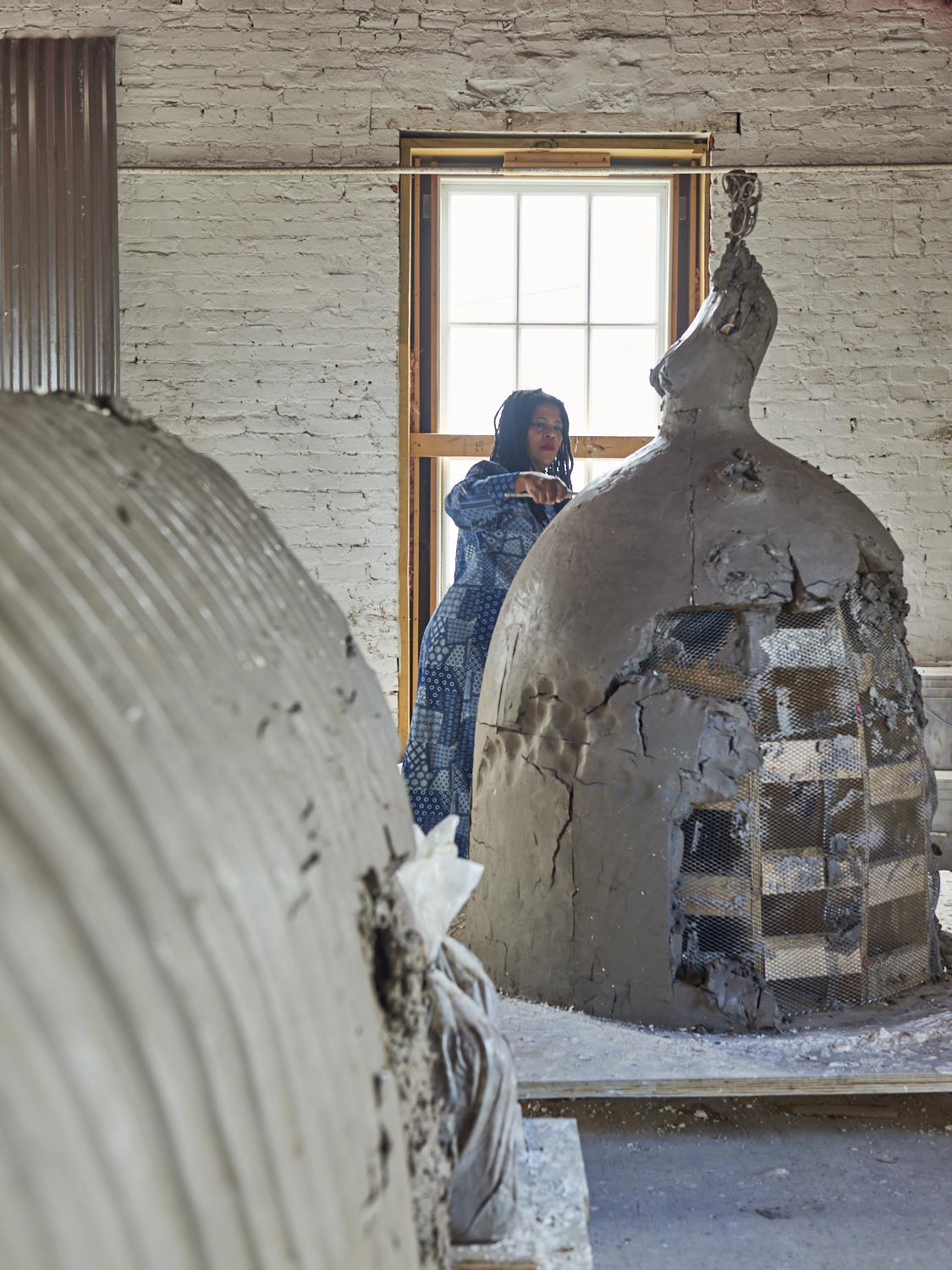
Leigh trabalhando em seu estúdio

Leigh expôs em museus de relevância internacional, em lugares como: Nova York, Brooklyn, São Francisco, Los Angeles, Houston, Viena, Marrocos, Pittsburgh e a Association for Visual Arts Gallery na Cidade do Cabo, África do Sul.
Leigh organizou um evento com um grupo de mulheres artistas, que se apresentaram em "Black Women Artists for Black Lives Matter " como parte de sua exposição individual, The Waiting Room no New Museum, em Nova York (2016). O trabalho de Leigh foi selecionado entre "o trabalho mais importante e relevante" pelas curadoras de arte Jane Panetta e Rujeko Hockley para a Whitney Biennial 2019.
Simone Leigh é a criadora da Free People's Medical Clinic, um projeto artístico e social, o qual fundou com a organização norte-americana Creative Time em 2014. O projeto é uma reconstituição da iniciativa de mesmo nome criada pelo Partido dos Panteras Negras.
A artista recebeu muitos prêmios internacionais, incluindo: uma bolsa Guggenheim; o Leão de Ouro da Bienal de Veneza (2022); O Prêmio Herb Alpert; o Prêmio Hugo Boss do Museu Guggenheim; e um prêmio da Foundation for Contemporary Arts Grants to Artists (2018).
Ela foi nomeada uma das "Artistas Mais Influentes" pela equipe editorial do portal Artsy, em 2018.
Seu trabalho ja foi incluído em várias publicações, tais como as revistas Art in America, Artforum, Sculpture Magazine, Modern Painters, The New Yorker, The New York Times, Small Axe e Bomb.

## Reconhecimento internacional
Leigh recebeu o Leão de Ouro da Bienal de Veneza (2022); o Studio Museum in Harlem Wein Artist Prize (2017); ela foi bolsista da Fundação Memorial John Simon Guggenheim (2016); recebeu o Prêmio Anonymous Was a Woman (2016); o Prêmio Herb Alpert nas Artes (2016); e A Blade of Grass Fellowship for Socially Engaged Art (2016). Ainda, foi agraciada com a Guggenheim Fellowship (2012), o Louis Comfort Tiffany Foundation Biennial Award, Lower Manhattan Cultural Council (2012), Joan Mitchell Foundation Grant.

## Mercado de arte
Entre os anos de 2019 a 2021, Simone Leigh foi representada pela galeria internacional Hauser & Wirth. Anteriormente a artista trabalhou com as galerias Luhring Augustine (2016–2019) e David Kordansky Gallery (2019).
Em 2022, sua obra intitulada Birmingham (2012), foi vendida por um recorde de $ 2,2 milhões na casa de leilões Sotheby's em Nova York.

## Exposições (seleção)
Leigh participou em várias exposições coletivas de projeção internacional, incluindo a Bienal de Dakar (2014); Bienal de Berlim (2019); Whitney Bienal (2019); Prospect.5 (2021), Prospect New Orleans; e a 59ª Bienal de Veneza, em 2022.
Em janeiro de 2022, sua exposição individual Simone Leigh: Trophallaxis, estreou no Pérez Art Museum Miami.